# Humanes
Humanes – gmina w Hiszpanii, w prowincji Guadalajara, w Kastylii-La Mancha, o powierzchni 48,02 km². W 2011 roku gmina liczyła 1616 mieszkańców.